# María de Mora
María de Mora, también conocida como la «madame de los famosos», (22 de noviembre de 1961 -Madrid, 21 de noviembre de 2024) fue una empresaria española. Se hizo famosa a principios de los años 2000 por su labor como intermediaria entre hombres poderosos y mujeres de alta relevancia pública. Fue colaboradora de Atresmedia y Mediaset entre 2004 y 2017, participando en programas como DEC, Sálvame y Deluxe.

## Biografía
En 2004, María de Mora se hizo conocida tras ser víctima de una cámara oculta que formaba parte de una investigación con la que se quería arrojar luz sobre la presunta prostitución de famosos. La repercusión de los nombres implicados fue tan popular y poderosa, que los programas de televisión relacionados con el mundo del corazón quisieron relatar su testimonio. Así se convirtió en un rostro habitual programas de Antena 3 y Telecinco. Confirmó ser la intermediaria entre una serie de famosas y los poderosos, a quienes esta ponía en contacto para cenar entre ellos. Entre los poderosos, se encontrarían futbolistas, empresarios y miembros de la realeza. Entre las famosas, se encontrarían Ivonne Reyes (acusada por la propia De Mora), Malena Gracia y Begoña Alonso, destacando esta última públicamente que nunca mantuvo relaciones sexuales con los hombres con los que cenó. Mora también habría ofrecido ejercer de acompañantes a Nuria Bermúdez y a Belén Esteban, rechazando esta última tajantemente la oferta. Pese a recibir sustanciosas ofertas por revelar quienes fueron los clientes de su lista, De Mora se negó a dar nombres hasta el día de su muerte.
De Mora nunca se consideró a sí misma una madame y así lo explicó en Deluxe: "Jamás les he cobrado a las chicas, porque eso sería un delito. Yo cobraba de mis clientes por presentarles chicas para ir a cenar, pero nunca de ellas. Jamás les dije que tenían que acostarse con nadie".
En mayo de 2023, a través de sus redes sociales, la empresaria decidió reinventarse como asesora, promoviendo tratamientos de belleza y medicina estética. Murió en noviembre de 2024 con 63 años, tras sufrir una réplica de su tercer cáncer de mama. Al momento de fallecer, llevaba casi una década retirada de la televisión.

## Vida personal
En 2010, declaró haber sido amante de José Campos con el consentimiento de Carmen Martínez-Bordiú antes de su boda. Pese a llevar un perfil discreto, durante un tiempo se la relacionó con el actor Ramón Langa y con el torero Sebastián Palomo Linares.
Gran amiga de Kiko Matamoros, fue madre de un hijo, David. Cuando volvieron a detectarle cáncer en 2014, el hijo que procreó durante su juventud se convirtió en su mayor apoyo. En una emotiva entrevista en Sálvame Deluxe, ella expresó lo mucho que significaba para ella: "Mi hijo lo ha dejado todo, se ha vuelto de Nueva York, donde vivía, y ahora está a mi lado. Él es como mi esqueleto hoy en día. Me sostiene totalmente, es mi alma, mis ojos, es mi mente, es todo".